# José Maria de Sales Gameiro de Mendonça Peçanha
José Maria de Sales Gameiro de Mendonça Peçanha ( Rio de Janeiro, 1791 - Rio de Janeiro, 31 de janeiro de 1857) foi um magistrado e político brasileiro.
Filho de José Feliciano da Rocha Gameiro e de Ana Preciosa de Mendonça Peçanha e Mascarenhas, cursou a Faculdade de Direito da Universidade de Coimbra, terminando o curso em 1815.
Foi nomeado por D. João VI, juiz de fora de Porto Alegre, foi depois transferido para Rio Pardo e Cachoeira do Sul. Em 1822 foi nomeado ouvidor da comarca de Rio Grande e provedor da fazenda dos defuntos e ausentes, resíduos e capelas, em 1823.
Em 1824 foi nomeado desembargador da Bahia. Em 1833 foi nomeado juiz de direito e chefe de polícia de Porto Alegre. Em 1835 foi eleito suplente a deputado provincial na 1ª Legislatura da Assembleia Legislativa Provincial do Rio Grande do Sul.
Em 1838 tomou assento na Relação do Rio de Janeiro. Foi nomeado ministro do Supremo Tribunal de Justiça em 1842.
Foi agraciado comendador da Imperial Ordem de Cristo, em 14 de março de 1844.
Está sepultado no Cemitério de São João Batista, no Rio.